# Restormel
Restormel (Limba cornică: Rostorrmoel) este un district ne-metropolitan situat în Regatul Unit, în comitatul Cornwall din regiunea South West, Anglia.

## Orașe din cadrul districtului
- Fowey
- Lostwithiel
- Newquay
- Saint Austell
- Saint Blazey
- Saint Columb Major